# 奇妙な形の野菜

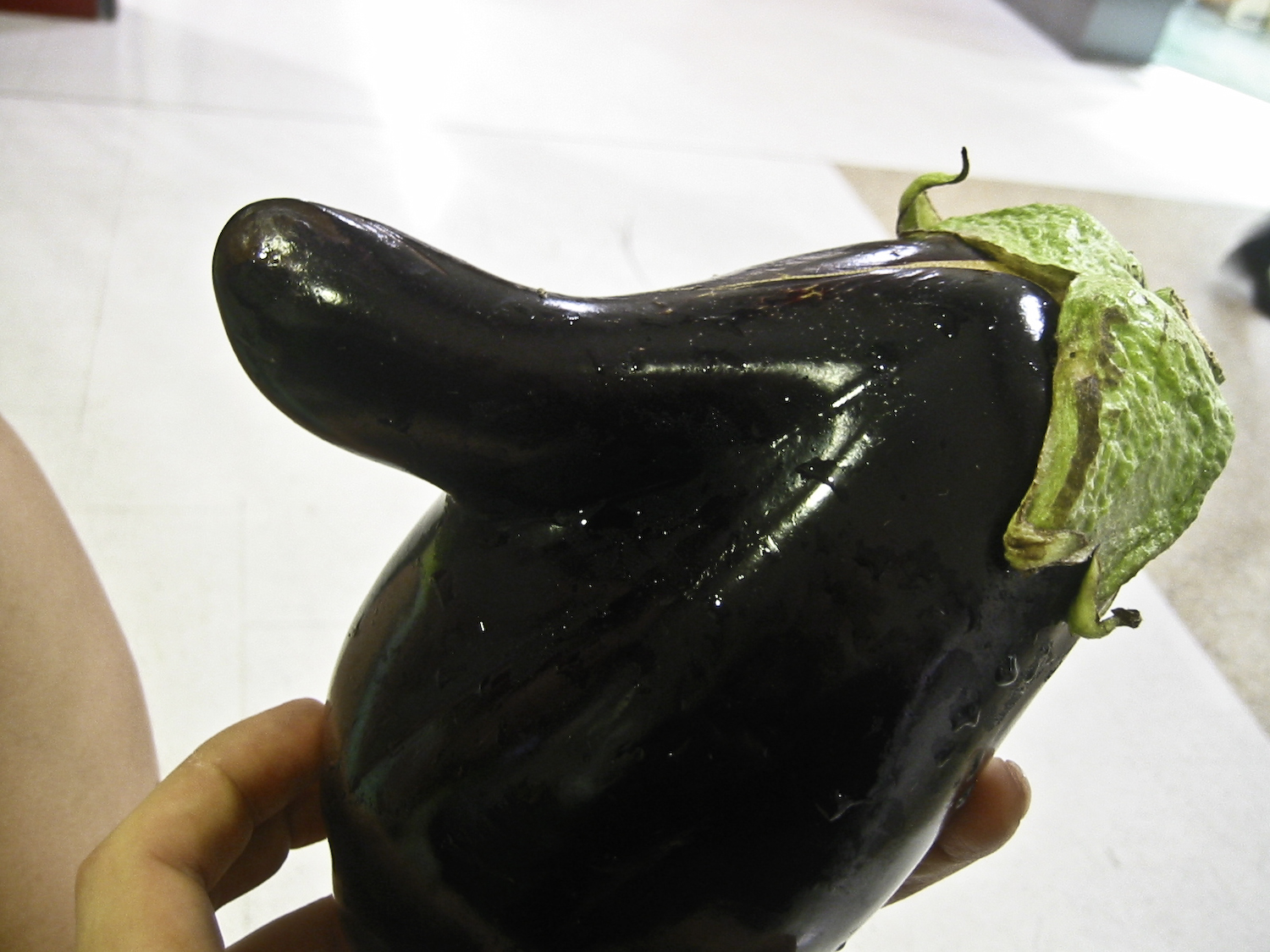
奇妙な鼻を持つナス

奇妙な形の野菜（きみょうなかたちのやさい）や果物は、その標準的なボディプランから外れた形状へ成長している。単に奇妙な形をしているだけでなく、尻や性器など人間の体の一部に似ているといった面白い見た目からニュースになることもある。パレイドリアは野菜でよく見られるもので、宗教にまつわる見た目を指摘する人もいる。

## 原因
野菜は通常、環境要因により奇妙な形へ成長する。例えば、体の一部の傷によりそこだけ成長が遅まり、他の部分は普通に成長してゆくという具合である。根菜が成長中に先端部分へ傷を受けると、時にそれは枝分かれし、一か所から複数の根が生えたようになる。発達の初期段階だった場合、成長中の野菜の傷はとりわけ激しい変形を引き起こす。

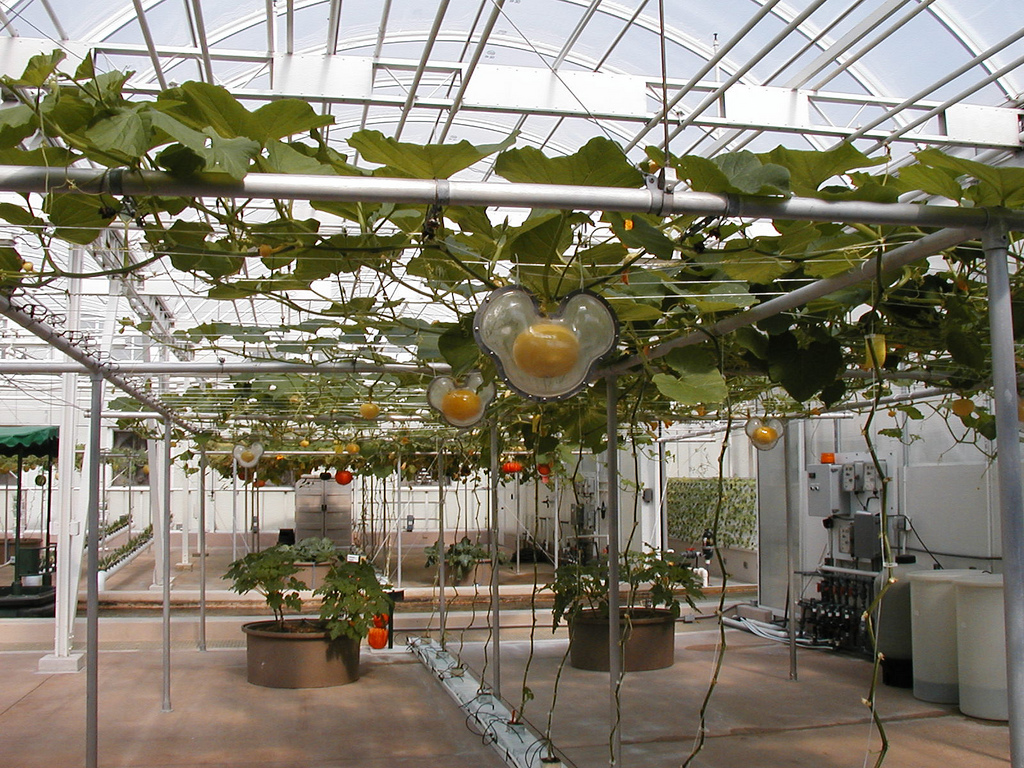
フロリダのテーマパーク・エプコットのパビリオン「ザ・ランド」でミッキーマウス型に育てられているカボチャ

野菜を意図的に奇妙な形にさせることもある。日本では、善通寺市の農家がスイカをガラス容器の中で育て、自然とその容器の形通りにさせることで四角スイカにする方法を編み出した。四角スイカはスイカを積み重ねて貯蔵し易くする目的で作られたが、熟する前に収穫しなければならないため、味は良くない。四角スイカは普通のスイカの2倍以上の値がつくこともある。似たような手法を用い、農家の人たちは立方体型、ピラミッド型、人面型などさらに複雑な形状のスイカを作り出してきている。
根菜類、特にニンジンやパースニップのようなものは、成長中の根が傷を受けないよう地中の小石などの異物を回り込んだり避けたりして自ずと成長してゆくので、実に様々な形状に出来上がる。

## 法律
EU において、奇形の果物や野菜の販売を禁止する法律の導入が試みられたことがあるが、実現しなかった。そこで提案されていた「均一標準化基準」は、真っすぐなバナナや曲がったキュウリ、さらには枝分かれしたニンジンや双子の果物といった、より極端な例に適用されるはずだった。この法律案への反対者が主に懸念したのは、栄養面で標準的な形のものと同等であるにもかかわらず収穫物の最大2割を農家が廃棄しなければならなくなるとしたら、その法律が引き起こす損害は倫理的な問題があるということだった。

## 消費者意識への働きかけ
2015年時点で、商業的に栽培された果物や野菜の約4割は小売業者に見た目を嫌われ消費者に届けられていない。フランスでは食品ロスを減らすため、奇妙な形の野菜や果物を買うよう促す「Fruits et légumes moches」（不細工な果物と野菜）キャンペーンを行なっている。

## コンテスト
国によっては、野菜の形の多様性を称賛することがよく見られ、特に可笑しな形のもののコンテストが行なわれたりする。多くの場合、野菜がいかに醜いかという点で審査される。

## 大衆文化
BBC の人気番組『That's Life!』は硬派の調査報道と共にほのぼの系ニュースも扱っており、そこで奇妙な形の野菜が取り上げられることもある。
BBC のコメディドラマ『ブラックアダー』では、主人公・ブラックアダーの奇妙な形をしたカブへの執着心をネタにしたジョークが時々出てくる。最も有名な例は『ビール』の回で、ブラックアダーが男の「あそこ」に似たカブを見つけ、全編を通じて何度もネタにするというものだった。

## ギャラリー

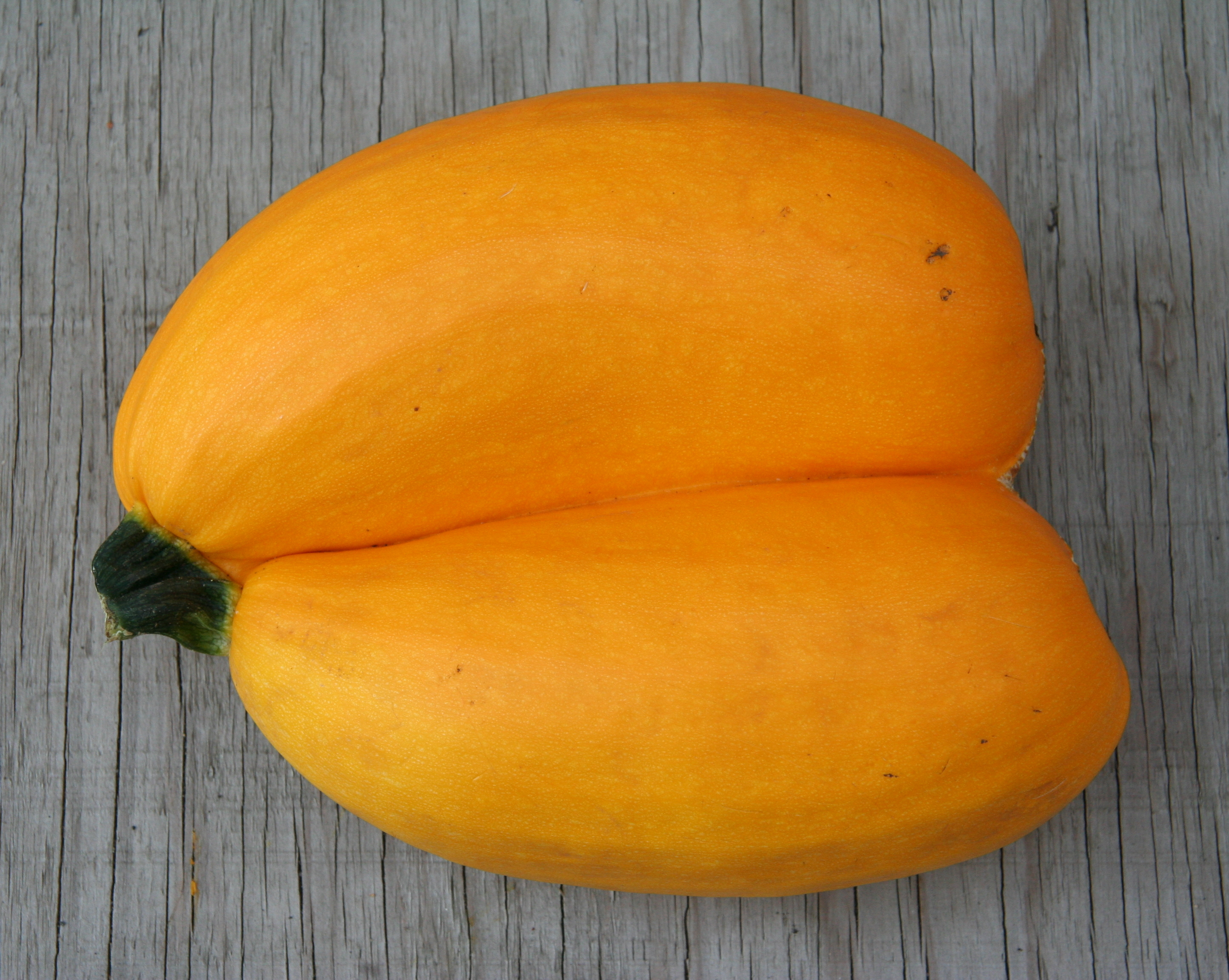
双子ズッキーニ
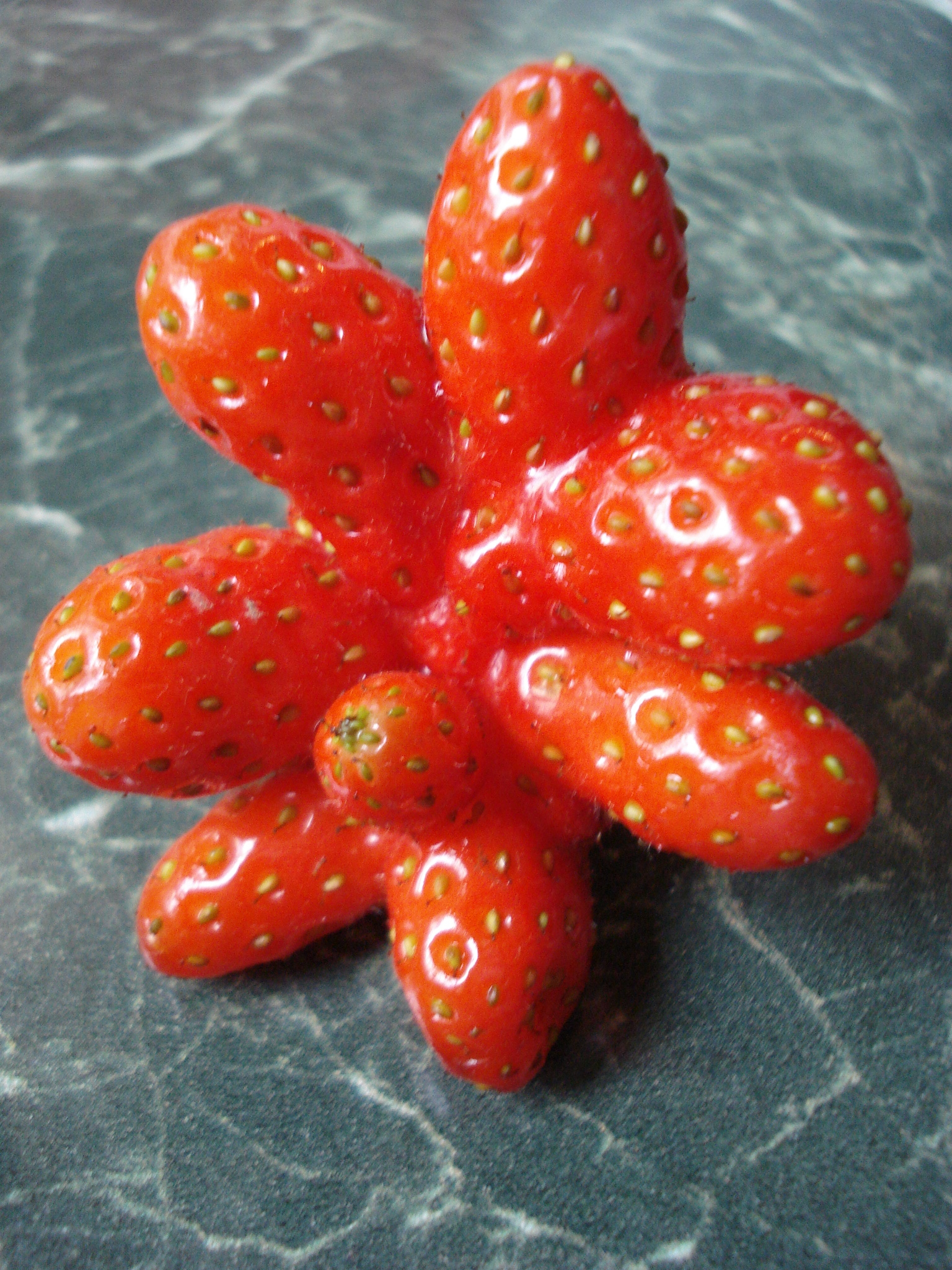
イチゴ男
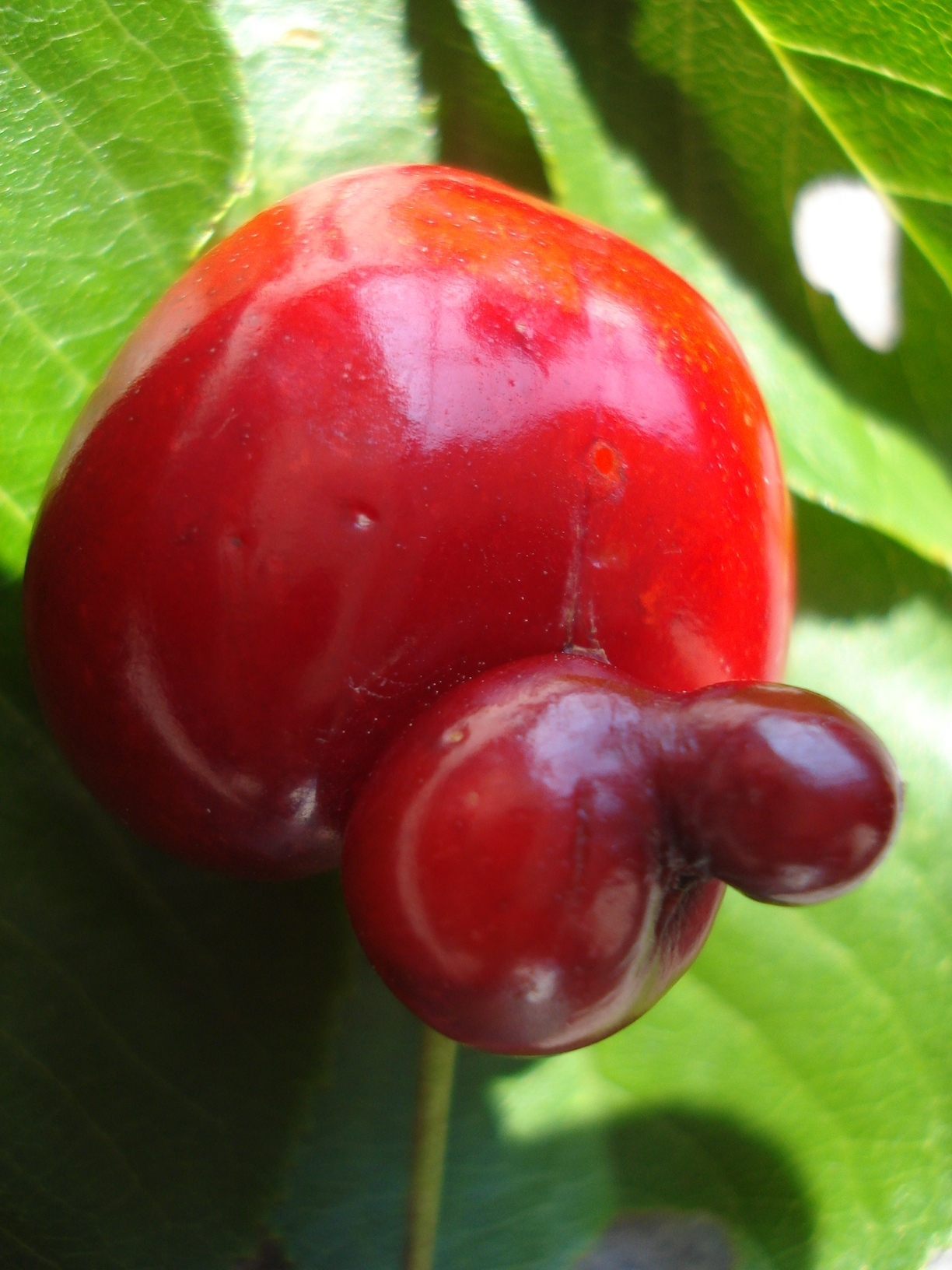
奇妙な形のサクランボ
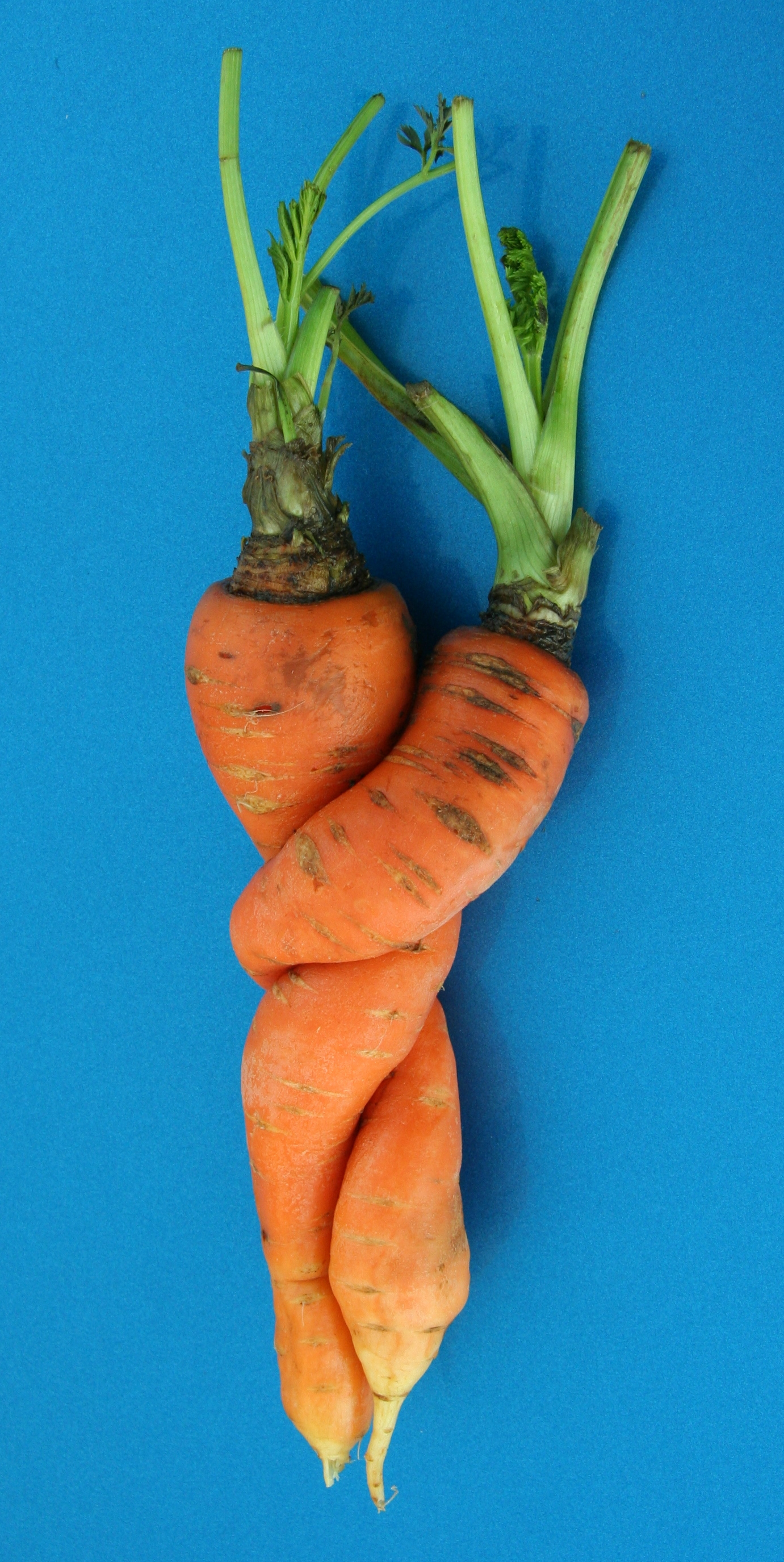
ねじれ合ったニンジン
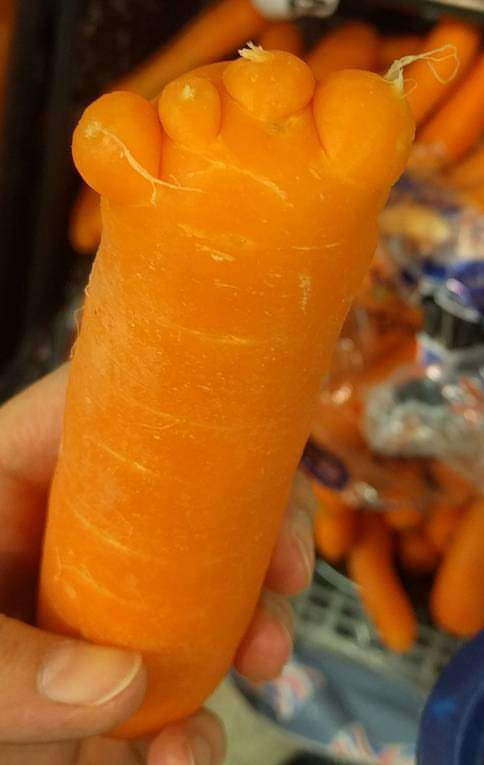
足のような形のニンジン